# Bolesław Kubik (burmistrz)
Bolesław Kubik (ur. 12 lipca 1918 w Starachowicach, zm. 22 lipca 1945 we wsi Tylinów [obecnie Bolesławiec]) – działacz Polskiej Partii Socjalistycznej, pierwszy powojenny burmistrz Bolesławca Śląskiego. Śmierć Kubika była skutkiem ran odniesionych 21 lipca, w wyniku wybuchu umieszczonej pod stertą dachówek miny, podczas prac polowych w folwarku, we wsi Tillendorf (dziś ulica Ceramiczna w Bolesławcu). Na miejscu zginęli wtedy: Anna Pawełkiewicz, Władysław Burakowski, Władysław Orlik oraz mężczyzna narodowości niemieckiej, następnego dnia zmarli - Józef Jasztal i Bolesław Kubik.
Wokół wypadku już w 1945 r. narodziła się legenda przypisująca tragedię niemieckiemu podziemiu, często śmierć Kubika była wspominana przy zamachu na żołnierzy Armii Czerwonej, temu jednak przeczą zachowane z tamtego czasu relacje.